# Rāmāyaṇa III: ''Āraṇyakāṇḍa''

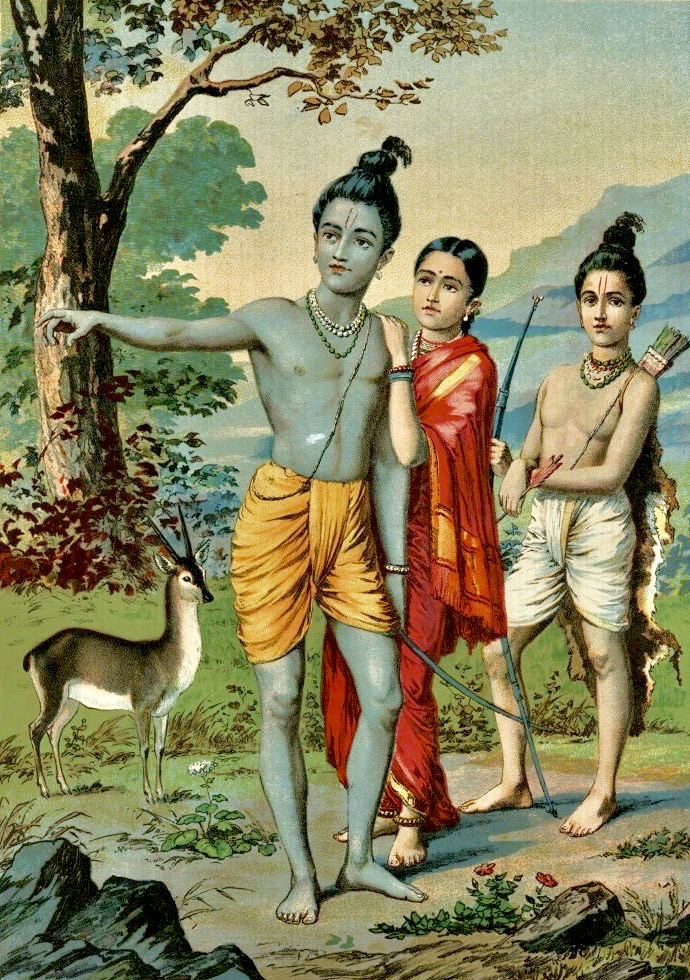
Rāma abbraccia Sītā, dietro Lakṣmaṇa, nella foresta di Daṇḍaka. Da notare il bindu posto sulla fronte di Sītā che ne indica lo stato di donna sposata e, nel caso di Rāma e di Lakṣmaṇa, lo yajñopavītam, il cordoncino di canapa che corre lungo la spalla sinistra che ne indica l'appartenenza castale kṣatriya, e il tilaka viṣṇuita sulla fronte. Rāma è vestito di giallo (pitāṁbara) colore della divinità solare che illumina il cosmo, mentre la sua pelle è blu a indicarne la divina pervasività nello spazio. Anni 20 del XX secolo.

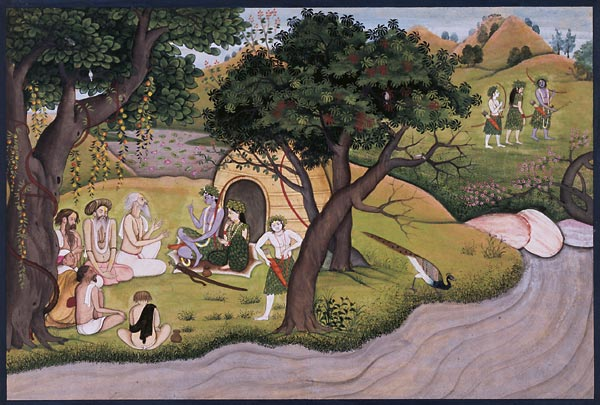
I Ṛṣi chiedono la protezione di Rāma dagli assalti dei rākṣasa (XVIII secolo).

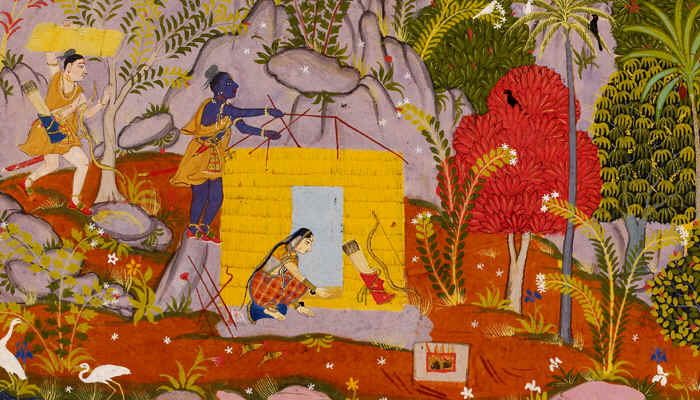
Rāma, Lakṣmaṇa e Sītā costruiscono l'eremo nella località di Pañcavaṭī (XVII secolo).

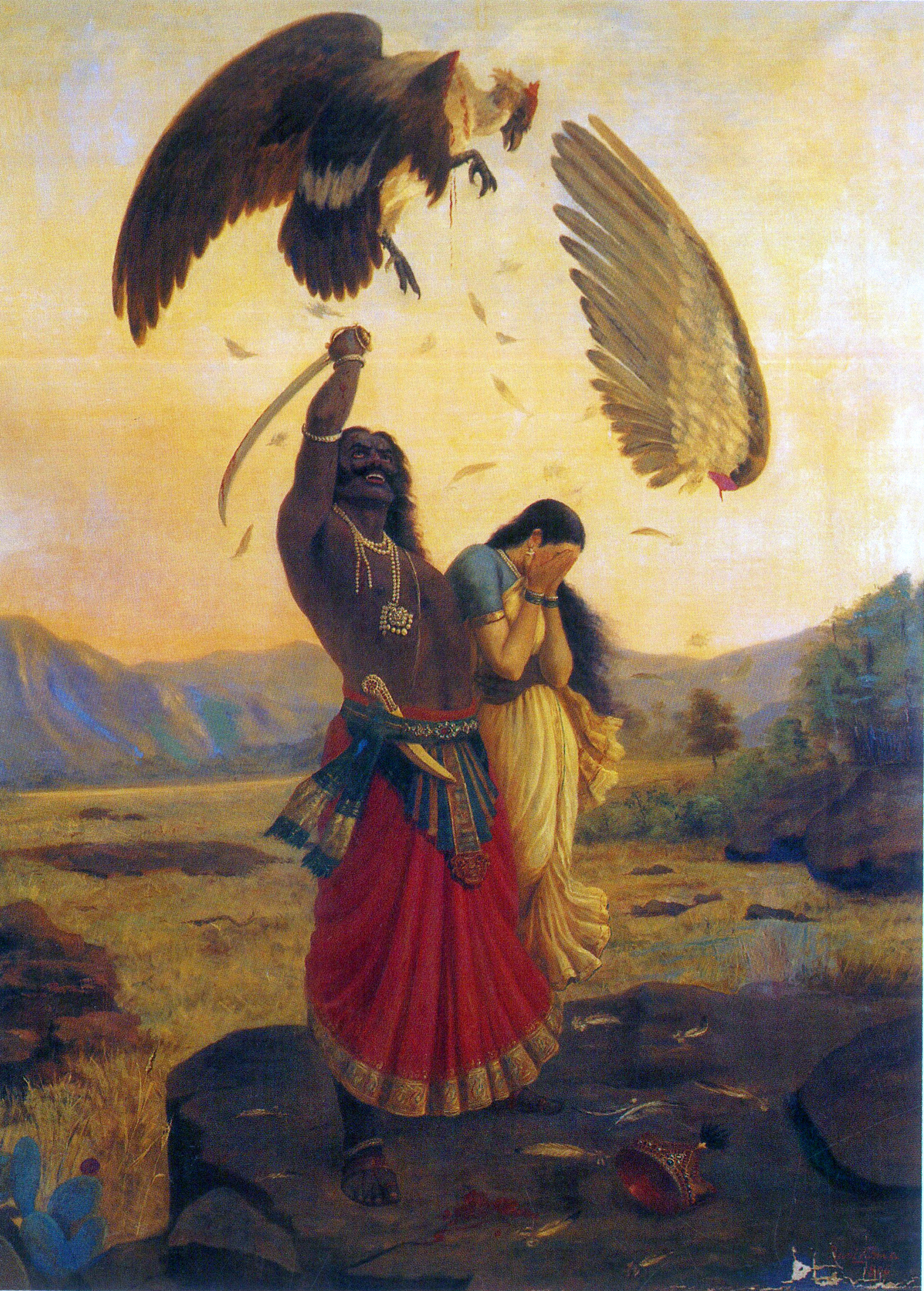
Rāvaṇa strappa le ali a Jaṭāyu (Raja Ravi Varma, 1848–1906).

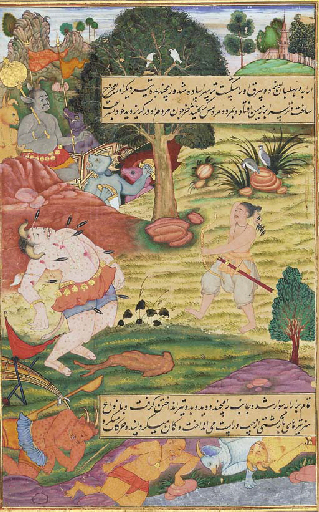
Rāma uccide il rākṣasa Triśiras (XVI secolo).

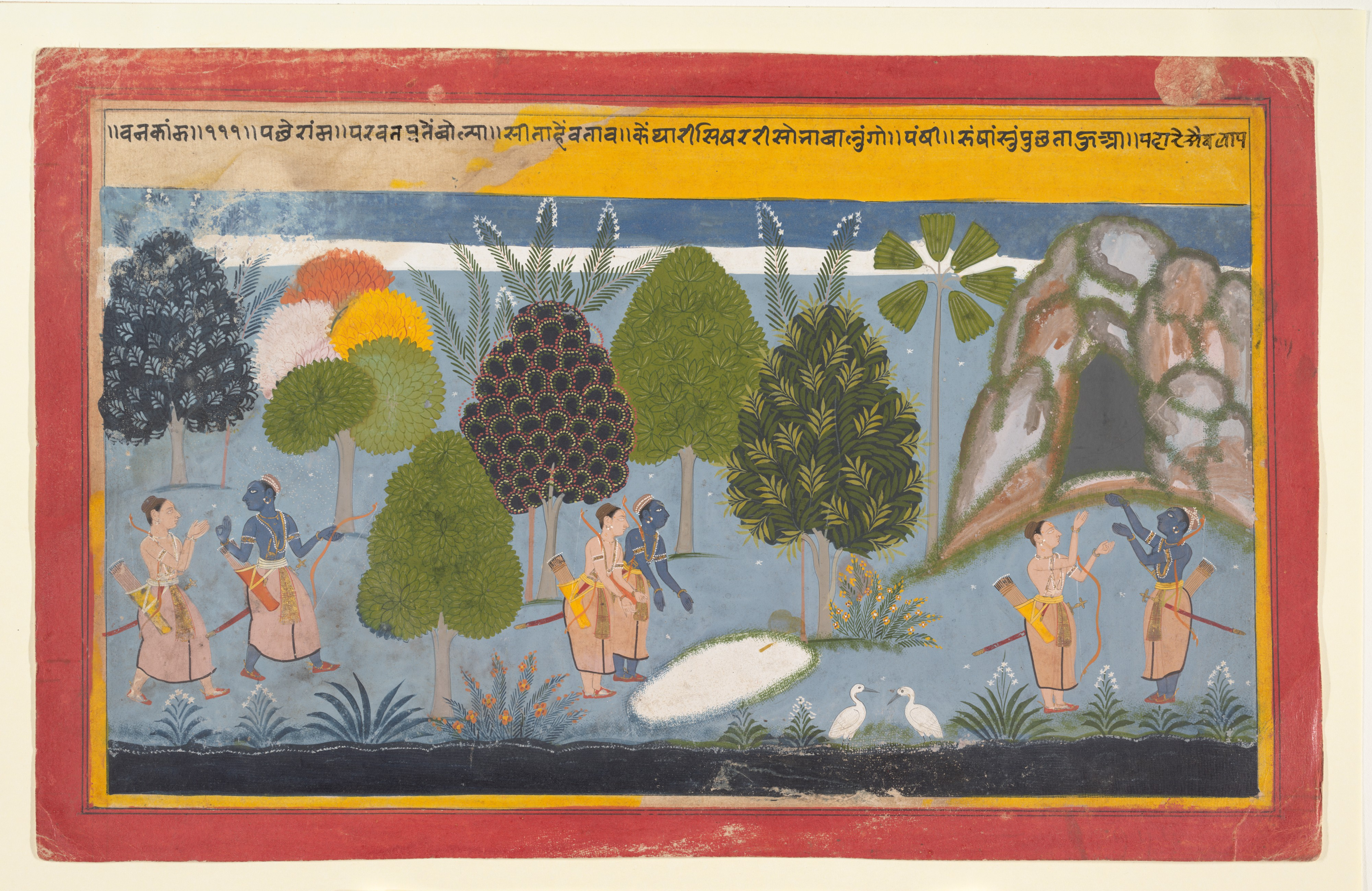
Rāma e Lakṣmaṇa cercano la principessa Sītā (XVII secolo).

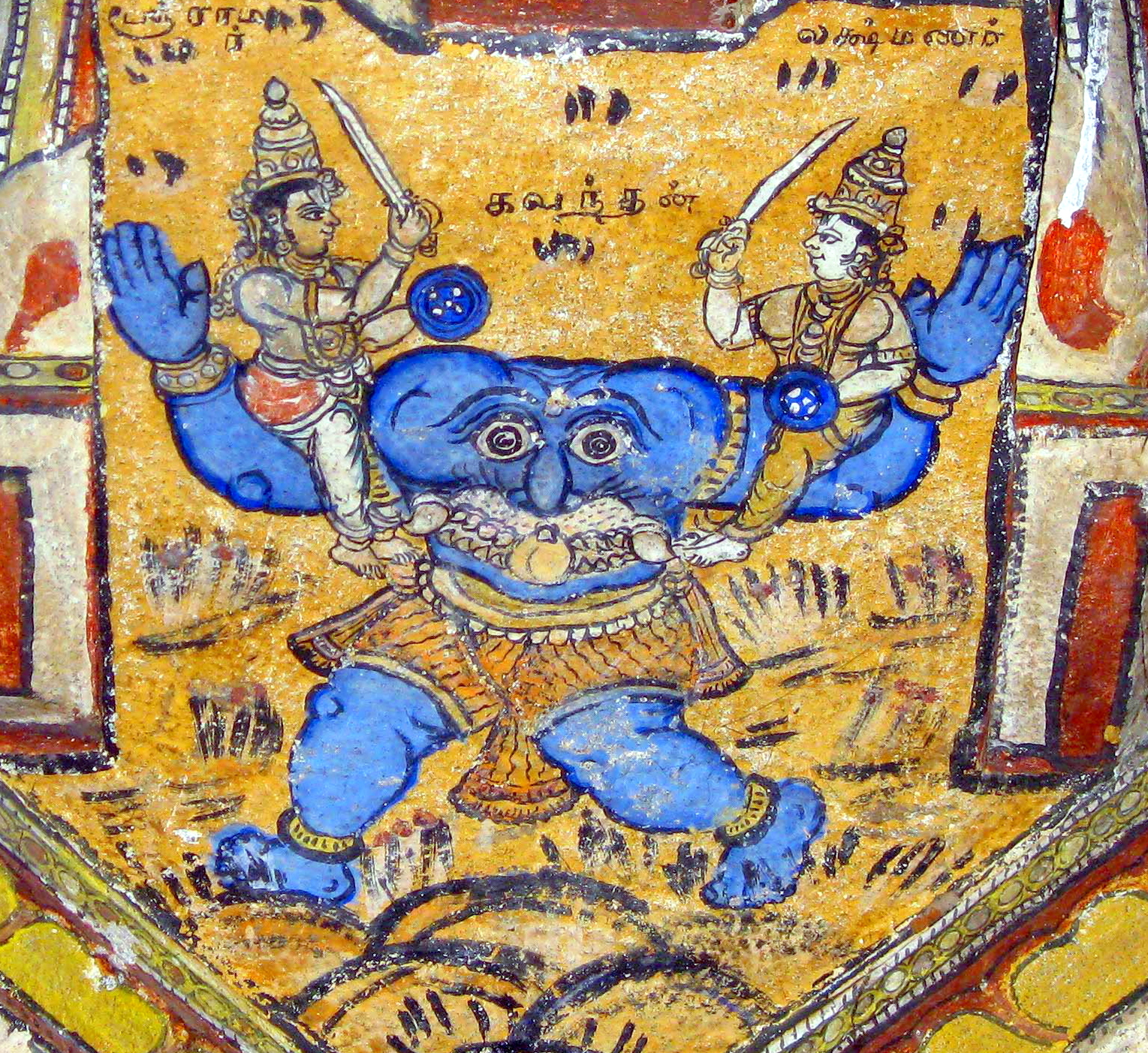
Rāma e Lakṣmaṇa mozzano le braccia al rākṣasa Kabandha, liberandolo in questo modo dalla maledizione di Indra (non databile).

Āraṇyakāṇḍa è il terzo libro del poema epico Rāmāyaṇa.

## Contenuti
Trascorsa la notte presso l'eremo (āśrama) di Atri, Rāma, Sītā e Lakṣmaṇa continuano il loro cammino incontrando, nel folto della foresta di Daṇḍaka, il terribile rākṣasa cannibale, Virādha ("Colui che ostacola"), il quale cattura Sītā ma viene ucciso con le frecce dai due fratelli che poi gli spezzano il braccio, liberando la principessa. Virādha viene quindi a sapere che ad ucciderlo è l'incarnazione di Viṣṇu e che, per questa ragione, la morte lo libererà da un'antica maledizione consegnandolo ai cieli acquisendo la natura di un gandharva (III, 22-24).
Successivamente i tre esiliati incontrano nel loro "cammino" il Ṛṣi Śarabhaṅga il quale pronuncia un cantico dedicato a Rāma terminato il quale si immola nel fuoco uscendone giovane e quindi ascendendo al cielo.
Quindi su suggerimento Śarabhaṅga i tre si recano all'eremo di Sutīkṣṇa, nel frattempo Rāma promette a tutti Ṛṣi della foresta di Daṇḍaka di difenderli dai rākṣasa. Sītā tuttavia fa presente a Rāma che chi ha abbracciato la condizione di "rinunciante" non può impugnare le armi per difendere qualcuno e che tale compito tocca ai re. Rāma le risponde che in quanto principe è uno kṣatra e che quindi le armi che porta con sé sono innanzitutto destinate alla difesa degli altri, inoltre ricorda il dio, sempre, in quanto kṣatra, deve sempre mantenere la parola data (pratijñā).
(Rāmāyaṇa III, 10, 18b-19a)
Nel loro decennale peregrinare nella foresta di Daṇḍaka i tre esuli incontrano altri vari Ṛṣi tra cui Agastya, il distruttore dei rākṣasa Ilvala e Vātāpi, che dona a Rāma un altro arco che Viśvakarman aveva costruito per Viṣṇu, oltre una micidiale freccia di Indra, due faretre dai dardi inesauribili e una spada, consigliandoli di recarsi a Pañcavaṭī lungo le rive del fiume Godāvarī.
Nel mentre si avvicinano alla nuova destinazione il terzetto incontra l'avvoltoio Jaṭāyu, figlio di Aruṇa, il quale si offre in qualità difensore di Sītā nel caso dell'assenza dei due eroi. 
Giunti a Pañcavaṭī Lakṣmaṇa vi erige un eremo. Rāma splende nella sua bellezza divina e un giorno giunge all'eremo Śūrpaṇakhā, una  rākṣasī con il potere di prendere forme avvenenti, sorella del potente re di Laṅkā, Rāvaṇa, il grande demone dalle dieci teste e dalle venti braccia, e dei tre fratelli capi dei demoni del luogo, Khara, Dūṣaṇa e Triśiras. 
Śūrpaṇakhā si invaghisce di Rāma ma, rifiutata, aggredisce Sītā. Lakṣmaṇa difende la principessa e sconfigge la demonessa mutilandole il naso e le orecchie. Śūrpaṇakhā si reca quindi dal fratello Khara che ordina a quattordici rākṣasa di uccidere i due eroi e di rapire Sītā, ma i quattordici demoni vengono tutti uccisi da Rāma e da Lakṣmaṇa. 
Khara si decide quindi a vendicare personalmente e, posto il fratello Dūṣaṇa alla testa di un esercito di quattordicimila rākṣasa, marcia insieme all'altro fratello Triśiras verso l'eremo di Pañcavaṭī. Vedendo arrivare l'esercito dei demoni, Rāma ordina al fratello di condurre in una grotta Sītā e lì di proteggerla, quindi si scaglia contro il grande esercito dei rākṣasa condotto dai tre fratelli, sterminandolo.
Solo un  rākṣasa sopravvive alla strage, Akampana, che si reca subito alla corte di Rāvaṇa per comunicargli i fatti e quindi la morte dei suoi tre fratelli. Convinto dal superstite, Rāvaṇa monta sul suo cocchio aereo recandosi da un  rākṣasa asceta e detentore di poteri magici, Mārīca, chiedendogli aiuto per rapire Sītā e così vendicare la sua gente. Mārīca consiglia al re dei demoni di non affrontare il divino Rāma, quindi Rāvaṇa rientra a Laṅkā, ma qui viene duramente rimproverato da Śūrpaṇakhā che chiede vendetta. Rāvaṇa torna quindi da Mārīca per convincerlo ad assumere l'aspetto di un daino meraviglioso in modo che possa distrarre i due eroi mentre lui rapisce la principessa. Mārīca, che da asceta ha acquisito poteri di chiaroveggenza, sconsiglia nuovamente il re dei demoni a realizzare il suo piano, ma Rāvaṇa non intende tornare sulle sue decisioni.
Mārīca appare nei pressi Pañcavaṭī sotto forma di un meraviglioso daino. Sītā lo vuole a tutti i costi e, anche se Lakṣmaṇa ha intuito che questi non sia un vero daino, Rāma si decide a catturarlo, allontanandosi dall'eremo. Colpito dalle frecce di Rāma, il daino, sotto le cui mentite spoglie si cela il demone-asceta Mārīca, assume la voce del dio invocando l'aiuto di Sītā  e di Lakṣmaṇa.
Sītā sente le grida di aiuto di Mārīca che scambia per quelle di Rāma, chiede quindi a Lakṣmaṇa di correre in aiuto del fratello. Lakṣmaṇa comprende che tutto ciò possa costituire una trappola ma Sītā giunge a minacciare di uccidersi se il fratello di Rāma non raggiunge il suo amato sposo nella foresta. 
Allontanato Lakṣmaṇa da Sītā, giunge all'eremo di Pañcavaṭī  un parivrājaka, un asceta mendicante, che altri non è che il demone Rāvaṇa sotto mentite spoglie. Sītā accoglie con rispetto l'asceta ma Rāvaṇa non si trattiene e, preso dalla lussuria, rivela la sua vera identità di re demoniaco di Laṅkā, invitando Sītā a divenire sua moglie e ad acquisire il titolo di regina dell'isola. Sītā rifiuta l'invito in modo sprezzante:
na aham śakyā tvayā spraṣṭum ādityasya prabhā yathā»
(III, 47, 37)
Ciò scatena l'ira del terribile demone che agguanta la principessa trascinandola sul suo carro aereo.
Le grida di aiuto di Sītā sono avvertite dall'avvoltoio Jaṭāyu che corre in soccorso della principessa riuscendo a distruggere in volo il carro di Rāvaṇa, facendolo quindi precipitare sulla terra. Il duello tra il demone e l'avvoltoio continua, ma alla fine prevale Rāvaṇa che mutila l'uccello delle sue ali e dei suoi artigli. 
Dopo aver sconfitto Jaṭāyu, Rāvaṇa continua il suo volo verso Laṅkā tenendo stretta a sé la principessa Sītā.
Nel cielo i deva assistono alla scena del combattimento, rallegrandosi in quanto prevedono la certa morte di Rāvaṇa. Anche Sītā  durante il volo preannuncia a Rāvaṇa la sua misera fine e, non vista, lascia cadere lungo il tragitto il suo scialle con i gioielli di modo che il suo amato Rāma la possa rintracciare.
Giunti a Laṅkā, Rāvaṇa segrega Sītā in alcune stanza del suo palazzo, affidandone il controllo a delle rākṣasī. Poi tenta di sedurre nuovamente la principessa, ottenendone ancora uno sprezzante rifiuto: 
paśoḥ yūpa gatasya iva jīvitam tava durlabham»
(III, 56, 9)
Rāvaṇa decide di concedere a Sītā un anno di tempo (māsān dvādaśa = dodici mesi) affinché lo prenda come marito, trascorso quel periodo, l'avverte il re dei demoni, verrà fatta a pezzi (chetsyanti leśaśaḥ) e cucinata ( sūdāḥ ) per il suo pasto mattutino.
Nel frattempo Rāma e Lakṣmaṇa si incontrano, e il primo rimprovera duramente il fratello minore per aver lasciato da sola Sītā.  Tornati nell'āśrama, e accertata la scomparsa della principessa, i due fratelli iniziano, disperati, a cercarla, finché non incontrano un branco di daini che li conduce verso Sud. Nel percorso si imbattono dapprima nei resti dello scontro tra l'avvoltoio Jaṭāyu e il demone Rāvaṇa, e infine nel corpo esanime del primo. 
Prima di esalare l'ultimo respiro il morente Jaṭāyu racconta l'accaduto ai due fratelli confortando Rāma sulla certezza di poter liberare la moglie rapita. Morto Jaṭāyu, i due fratelli gli celebrano gli opportuni riti funebri e riprendono il cammino con più speranza.
Nel percorso verso Sud i due eroi incontrano altri rākṣasa: dapprima la rākṣasī Ayumukhī che cerca di sedurre Lakṣmaṇa, ricevendo per tutta risposta dal principe la mutilazione del naso, delle orecchie e dei seni; poi il rākṣasa Kabandha a cui Rāma mozza le braccia, liberandolo in questo modo da un'antica maledizione pronunciata contro di lui da Indra, il re dei deva. 
Mentre Kabandha ascende al Cielo su un carro, consiglia ai due eroi di raggiungere Sugrīva, il vānara figlio del dio Sole, Sūrya, re del popolo delle scimmie, detronizzato dal fratello usurpatore Vālin. 
Sugrīva - avverte Kabandha - vive sulla collina di Ṛśyamūka, lungo le rive del fiume Pampā. 
Lungo il tragitto verso la collina di Ṛśyamūka i due fratelli incontrato l'asceta Śabarī che dopo aver conosciuto finalmente il dio può salire sulla pira in fiamme e raggiungere così il Cielo divino.
Qui termina lo Āraṇyakāṇḍa.